# Cathérine Hélène Alexandrine von Mauchenheim gen. Bechtolsheim
Cathérine Hélène Alexandrine Freifrau von Mauchenheim gen. Bechtolsheim, geborene Gräfin du Roux de Bueil (* 13. Januar 1787 in Paris; † 17. Februar 1872 in München), war Tochter eines französischen Grafen und Hofdame am Hofe von Mecklenburg-Schwerin.
Cathérine Hélène Alexandrine war die Tochter von Alexandre Louis du Roux, Comte de Bueil, Marquis de Varennes und der Vicomtesse Marie de Belsunce. Der Vater stand in den Diensten des französischen Königs. Cathérine wuchs bei einer Amme auf dem Landgut Varennes sur Seine auf. Ihre drei Namen erhielt Cathérine Hélène Alexandrine von der russischen Zarin Katharina II. die Große, die als Taufpatin fungierte. Die Mutter von Cathérine war Ehrendame der Zarin gewesen. Im Zuge der französischen Revolution verließ die Familie gemeinsam mit einem Freund der Familie, Freiherr Melchior von Grimm, die Stadt Paris und zog 1792 nach Deutschland über Brüssel, Aachen und Düsseldorf und weiter nach Gotha. Auf dem Gut Pempelfort kam die Familie unter anderem mit Johann Wolfgang Goethe zusammen.
In Gotha hatte Herzog Ernst II. der Familie du Roux de Bueil zunächst auf dem Platz an der Hauptwache ein vollständig möbliertes Haus zur Verfügung gestellt. Cathérines Vater wurde in den Dienst des Herzogs gestellt. Cathérine und ihre Schwester Adèle besuchten das „Institut des Fräuleins Burkhard“, wo 30 Mädchen Unterricht erhielten. 1797 erhielt der Schützling der Familie, Baron Grimm die Aufgabe eines Bevollmächtigten des russischen Zaren Paul I. in Hamburg, und später in Braunschweig anzunehmen. Die Familie du Roux de Bueil begleitete ihn und kehrte 1800 nach Gotha zurück.
1806 verlobte sich Cathérine mit Carl Emil Freiherr von Mauchenheim gen. Bechtolsheim (11. Januar 1775 – 22. Juni 1810), den ältesten Sohn des ernestinischen Staatsbeamten Johann Ludwig von Mauchenheim gen. Bechtolsheim und der Julie von Bechtolsheim. Weil Cathérine katholisch war, heirateten sie am 13. Januar 1807 zunächst in der Augustinerkirche in Erfurt. Ein wenig später fand die protestantische Trauung auf dem Landsitz der Bechtolsheim auf Gut Stedten im Geratal bei Erfurt statt.
Carl Emil und Cathérine zogen nach der Hochzeit in die Sieblerstraße in Gotha. Cathérine gebar zwei Kinder: Alexander Karl Leopold Freiherr von Mauchenheim von Bechtolsheim (geb. am 20. März 1808 in Gotha; gest. 30. Januar 1852) und Clothilde Adele Alexandrine Freiin von Mauchenheim gen. Bechtolsheim (geb. am 19. Mai 1809 in Courtement-Varennes sur Seine; gest. am 18. April 1852 in München). Bei der Geburt der Tochter hatte Cathérine ihren Vater besucht, der nach den Wirren der Napoleonischen Zeit seine Besitzungen in Frankreich zurück erwarb. 1810 starb Carl Emil am Typhus. Mit zwei Kindern war die 23-jährige Catherine Witwe. Zunächst kehrte sie nach Deutschland auf das Gut Stedten zurück. Später folgte sie einer Einladung ihrer Schwiegermutter Julie von Bechtolsheim nach Eisenach, die dort ihren literarischen Salon betrieb.
1816 nahm Cathérine das Angebot der Herzogin von Mecklenburg an, Oberhofmeisterin ihrer Stieftochter, der 13-jährigen Prinzessin Marie zu Mecklenburg (1803–1862), zu werden. Sie lebte bis 1825 im Schloss Ludwigslust in Mecklenburg, nachdem Marie mit Prinz Georg von Sachsen-Altenburg verheiratet war.
Cathérine erwarb 1827 Schloss Bodenstein bei Mittenau in der Oberpfalz. Hier schrieb sie unter anderem ihre Erinnerungen, die ihr Urenkel Carl Graf Oberndorff 1902 unter dem Titel Erinnerungen einer Urgroßmutter publizierte, in denen sie die Flucht und die Immigration aus Frankreich und zahlreiche Erlebnisse und Eindrücke – darunter mit den Weimarer Klassikern – beschrieb. Dieser Zeitzeugenbericht ist bis heute von kulturhistorischer Bedeutung, denn unter den abgedruckten Dokumenten und Faksimile befinden sich Briefe von Goethe, Wieland, Herder, Zarin Katharina II. die Große, Zar Alexander I. und Zarin Maria von Russland, Herzog Carl-August von Weimar, Ernst II. von Sachsen-Gotha, Frau von Stael, Fürst von Ligne, Graf Segur, Fürst-Primas von Dalberg und vielen anderen. 
Zu ihrem Schicksal gehörte es, dass sie in München im Hause ihres Schwiegersohns Reichsgraf Gustav von Oberndorff verstarb, nachdem zuvor schon ihre beiden Kinder verstorben waren.